# Alucita cinnerethella
Alucita cinnerethella är en fjärilsart som beskrevs av Hans Georg Amsel 1935. Alucita cinnerethella ingår i släktet Alucita och familjen mångfliksmott, (Alucitidae). Inga underarter finns listade i Catalogue of Life.